# Cantone di Lot et Dourdou
Il Cantone di Lot et Dourdou è una divisione amministrativa dell'arrondissement di Rodez e dell'arrondissement di Villefranche-de-Rouergue.
È stato costituito a seguito della riforma approvata con decreto del 21 febbraio 2014, che ha avuto attuazione dopo le elezioni dipartimentali del 2015.

## Composizione
Comprendeva inizialmente 14 comuni ridottisi a 11 dal 1º gennaio 2016 a seguito della fusione dei comuni di Conques, Grand-Vabre, Noailhac e Saint-Cyprien-sur-Dourdou per formare il nuovo comune di Conques-en-Rouergue.:
- Almont-les-Junies
- Boisse-Penchot
- Conques-en-Rouergue
- Decazeville
- Flagnac
- Livinhac-le-Haut
- Saint-Félix-de-Lunel
- Saint-Parthem
- Saint-Santin
- Sénergues
- Viviez